# Sông Sặt
Sông Sặt  là một con sông chảy ở phía Đông của tỉnh Hưng Yên. Sông nối giữa sông Sinh (Hải Dương) vào khúc cuối của sông Cửu An, có chiều dài 35 km. Đoạn chảy ở Hưng Yên có chiều dài trên 20 km, từ Thịnh Vạn (Mỹ Hào) đến Tòng Hóa (Phù Cừ).
Sông này chảy song song với sông Hồng, tạo thành địa giới tự nhiên phía Đông của tỉnh Hưng Yên, làm cho Hưng Yên có ba mặt đều là sông.